# Avanzo (famiglia)

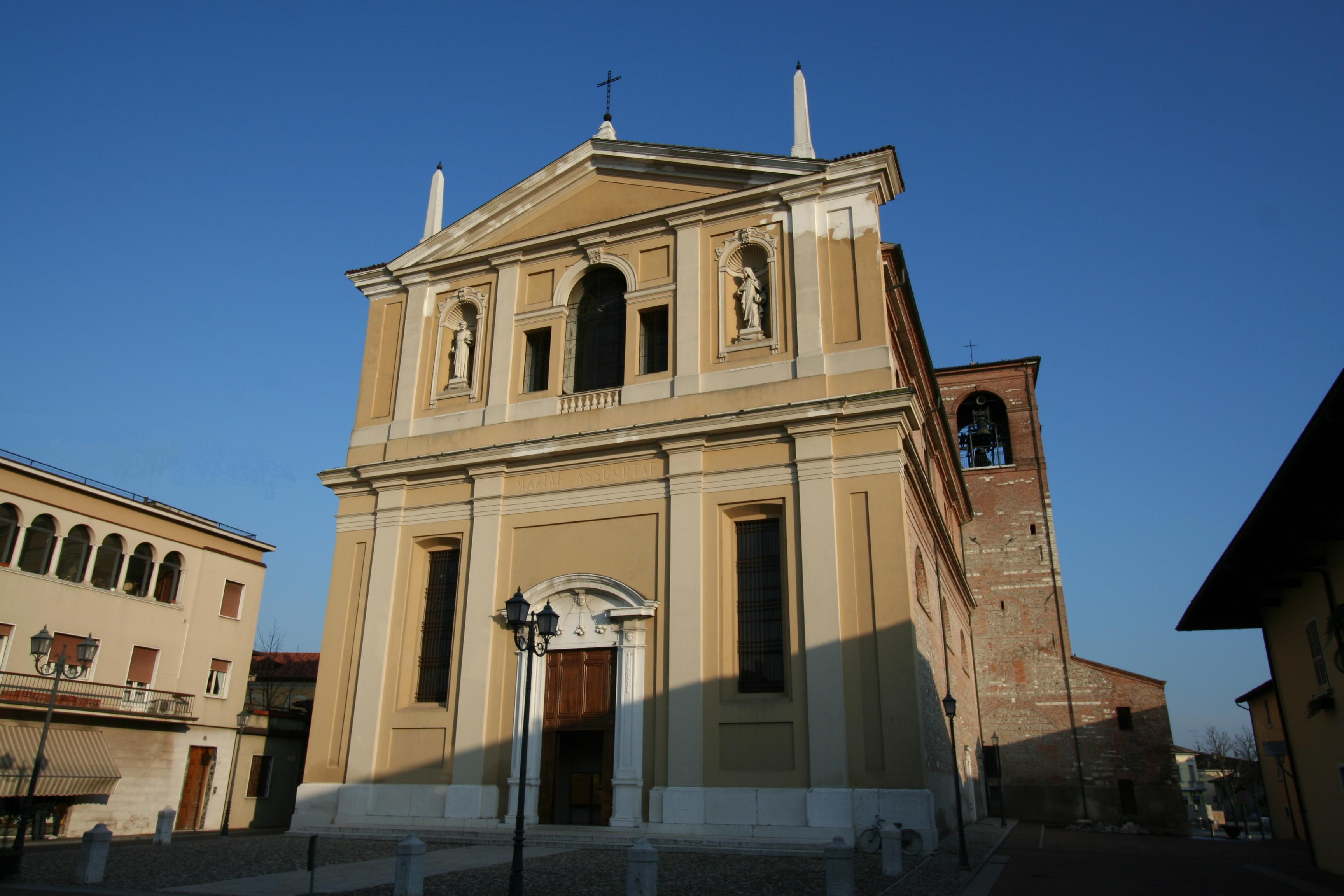
La chiesa parrocchiale di Ghedi, opera di Giovanni Antonio, Giovanni e Giovanni Battista Avanzo

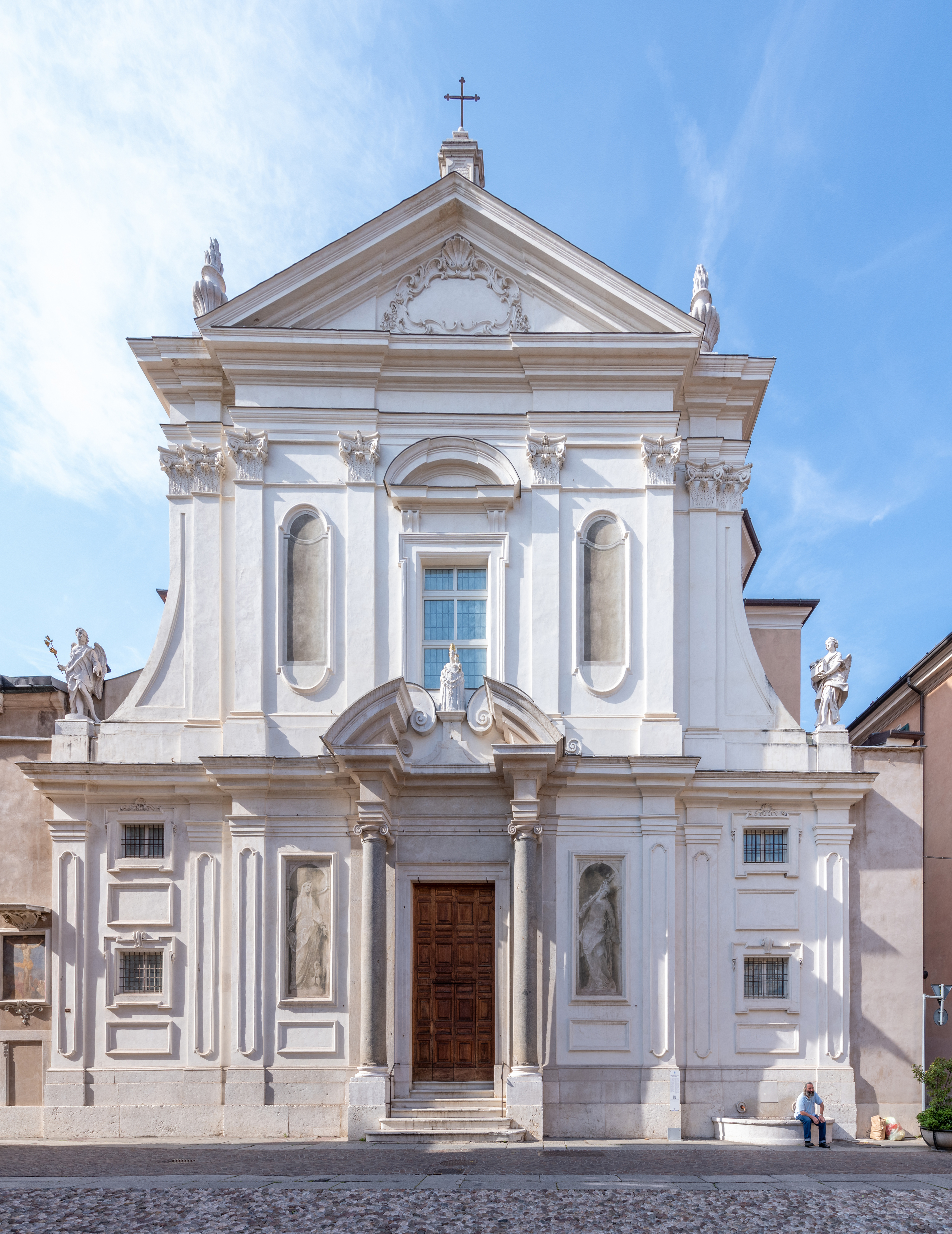
La chiesa di Santa Maria della Carità, a Brescia, opera di Agostino Avanzo

Gli Avanzo sono stati un'importante famiglia di architetti e impresari edili tra la seconda metà del Cinquecento e la prima del Seicento, attivi a Brescia e in provincia. Agli esponenti, quattro quelli noti dalla storiografia, sono attribuite varie opere sparse in città e nel territorio, principalmente di architettura religiosa (costruzione e restauro di chiese, cappelle, ecc.).

## Giovanni Antonio Avanzo
Nato a Brescia nel 1544, è il padre di Agostino e Giovanni Avanzo. Ritenuto autore di un progetto per il Duomo nuovo, secondo Camillo Boselli sarebbe stato solo un semplice impresario edile. Tra le opere si ricordano la costruzione della nuova chiesa di Santa Maria assunta di Ghedi, tra il 1606 e il 1629, e il restauro della chiesa di San Giovanni Evangelista a Brescia. Muore prima del 1617.
Giovanni Antonio Avanzo è ricordato principalmente per essere l'autore dell'unica pianta esistente della scomparsa basilica di San Pietro de Dom in Brescia, redatta nel 1601 per fornire aree e misure precise dell'area dove si sarebbe presto aperto il cantiere del Duomo nuovo. Il disegno mostra la pianta della cattedrale, a tre navate, e riporta le misure in braccia bresciane, lunghe circa mezzo metro.

## Giovanni Avanzo
Nato a Brescia nel 1572, è nota la sua collaborazione con il padre e con il cugino Giovanni Battista Avanzo nella costruzione appunto della nuova chiesa parrocchiale di Ghedi, la chiesa di Santa Maria Assunta. In città lavora nella chiesa di Sant'Afra per la realizzazione di una cappella e in Casa Palazzi per altri restauri. Muore tra il 1641 e il 1657.

## Agostino Avanzo
Nato a Brescia nel 1585, lavora come architetto e pittore. Tra le opere più importanti è nota la progettazione e la costruzione (1640-1663) ex novo della chiesa di Santa Maria della Carità, a pianta centrale, rivelando un gusto pienamente barocco ma abile nel conferire solennità e colore a uno spazio limitato. Nel 1663 opera al rifacimento della chiesa di San Gaetano, costruita solamente sessant'anni prima, soprattutto per far aderire la struttura della chiesa cinquecentesca ai dettami imposti dalla Controriforma.
A lui sono attribuite quadrature nella chiesa di San Rocco, nella chiesa di San Domenico, nella chiesa di Santa Giulia e nel Duomo vecchio, quasi tutte perdute; tra i pochi affreschi ancora conservati, e la cui paternità di Agostino è accertata dai documenti, sono le decorazioni del presbiterio della chiesa di San Giorgio a Brescia. Muore nel 1665.

## Giovanni Battista Avanzo
Nato a Brescia nel 1578, è nipote di Giovanni Antonio e cugino di Giovanni e Agostino. Lavorò principalmente come impresario edile, collaborando anche con lo zio e Giovanni alla costruzione della nuova chiesa parrocchiale di Ghedi. Muore dopo il 1663.